# Asalto al Parlamento de Kenia de 2024
El 25 de junio de 2024, miles de manifestantes irrumpieron en el edificio del Parlamento de Kenia en Nairobi en respuesta a la aprobación del Proyecto de Ley de Finanzas de Kenia de 2024, como parte de las protestas más amplias ante el Proyecto de Ley de Finanzas de Kenia. La protesta se intensificó cuando algunos de los manifestantes prendieron fuego a parte del edificio y la policía respondió disparando contra los manifestantes. 19 personas murieron en Nairobi durante las manifestaciones. El presidente William Ruto se negó a firmar el proyecto de ley de finanzas al día siguiente.

## Antecedentes
El ataque fue desencadenado por la aprobación de un nuevo proyecto de ley de finanzas el 25 de junio de 2024 que fue recibido con una desaprobación pública generalizada debido a los aumentos de impuestos propuestos y que había provocado protestas desde su presentación el 18 de junio. El proyecto de ley imponía un impuesto del 16% a los bienes y servicios para la construcción y equipamiento de hospitales especializados y aumentaba los impuestos de importación del 2,5% al 3%. Ciertas propuestas iniciales, incluido un impuesto sobre las ventas del 16% sobre el pan y un impuesto del 25% sobre el aceite de cocina, fueron descartadas de antemano debido a la oposición pública. La aprobación del proyecto de ley fue boicoteada por los diputados de la oposición, que abandonaron la cámara durante la sesión parlamentaria.

## Asalto
Los manifestantes, muchos de los cuales eran jóvenes, abrumaron a la policía y entraron al edificio del parlamento poco después de que se aprobara el proyecto de ley de finanzas. Miles de personas atravesaron las barreras policiales e irrumpieron en el recinto. También se incendió parte del edificio, se saquearon varias habitaciones y se destrozaron los coches aparcados en el exterior. Robaron la maza de ceremonia utilizada en los procedimientos legislativos. Los parlamentarios que se encontraban dentro del edificio huyeron del lugar a través de túneles. La policía también abrió fuego contra los manifestantes. NetBlocks registró una importante interrupción de Internet en Kenia «en medio de una represión mortal por parte de la policía».

### Otros incidentes
También fue incendiada la cercana oficina del gobernador del condado de la ciudad de Nairobi. Los manifestantes intentaron asaltar la Casa del Estado en Nakuru. También se produjeron protestas en Mombasa, Eldoret, Kisumu y Nyeri. En Embu, las oficinas de la gobernante Alianza Democrática Unida fueron incendiadas.  Se informó de saqueos en Nairobi, mientras que varios edificios en Eldoret también fueron incendiados.

## Consecuencias

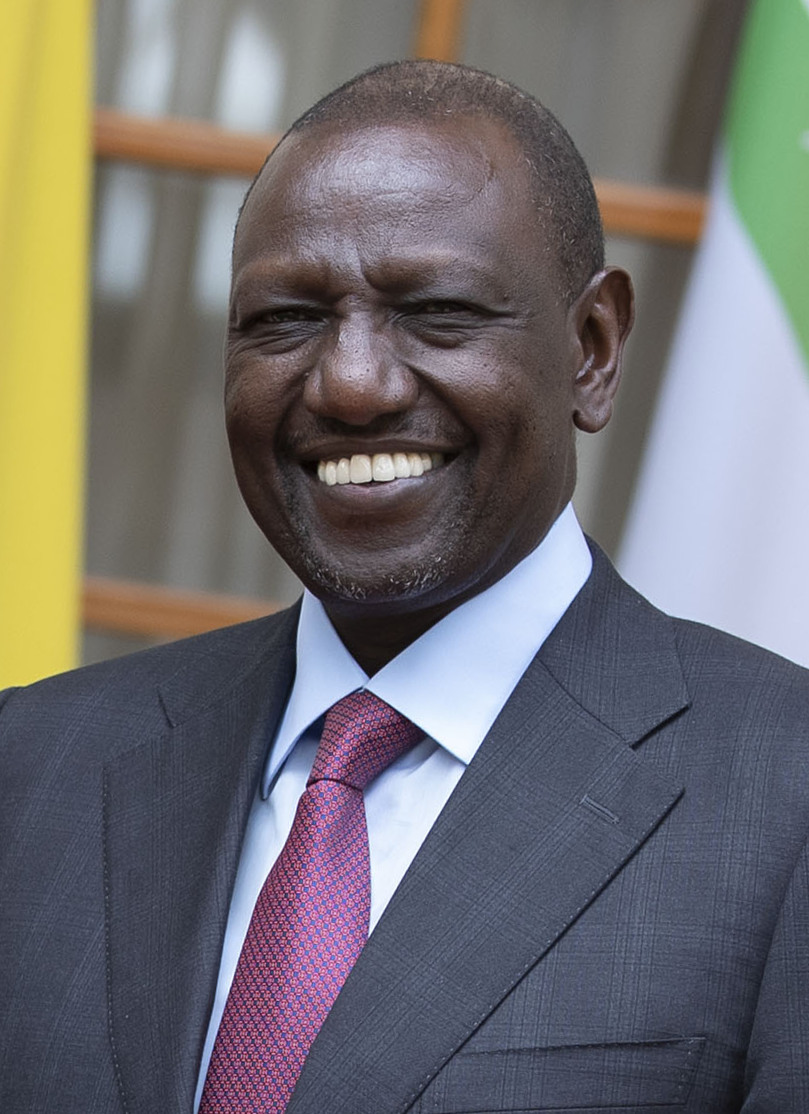
El presidente William Ruto retiró el controvertido proyecto de ley de finanzas un día después del ataque.

Según la Comisión Nacional de Derechos Humanos de Kenia, 19 personas murieron durante las manifestaciones en Nairobi y más de 160 personas recibieron tratamiento por sus heridas. Amnistía Internacional informó que más de 200 personas resultaron heridas. La activista Auma Obama resultó herida por gases lacrimógenos mientras protestaba en el edificio del Parlamento.
El asalto al edificio fue el ataque más directo contra el gobierno de Kenia en décadas. En un discurso a la nación tras el ataque, el presidente William Ruto calificó el incidente de "traición" y afirmó que las manifestaciones habían sido "secuestradas por gente peligrosa". También prometió una respuesta contundente contra "la violencia y la anarquía". Posteriormente se desplegaron las Fuerzas de Defensa de Kenia para ayudar a restablecer el orden. Según informes, los soldados hirieron a "cientos" de personas con gases lacrimógenos y balas de goma cuando desalojaron un campamento médico que se había creado para los manifestantes heridos. En el suburbio de Githurai, en Nairobi, la policía dijo que había utilizado más de 700 balas de fogueo en una operación nocturna para dispersar a los manifestantes.
El 26 de junio, los activistas convocaron protestas pacíficas el 27 de junio para oponerse al proyecto de ley de finanzas y honrar a los muertos en la violencia. Ese mismo día, Ruto anunció que rechazaba y retiraba el proyecto de ley de finanzas.